# Adam Lorenc
Adam Lorenc (30 de octubre de 1998) es un jugador profesional de voleibol polaco, juego de posición opuesto.

## Palmarés

### Clubes
Campeonato de Polonia de Primera Liga:
- 2019